# Sighraf

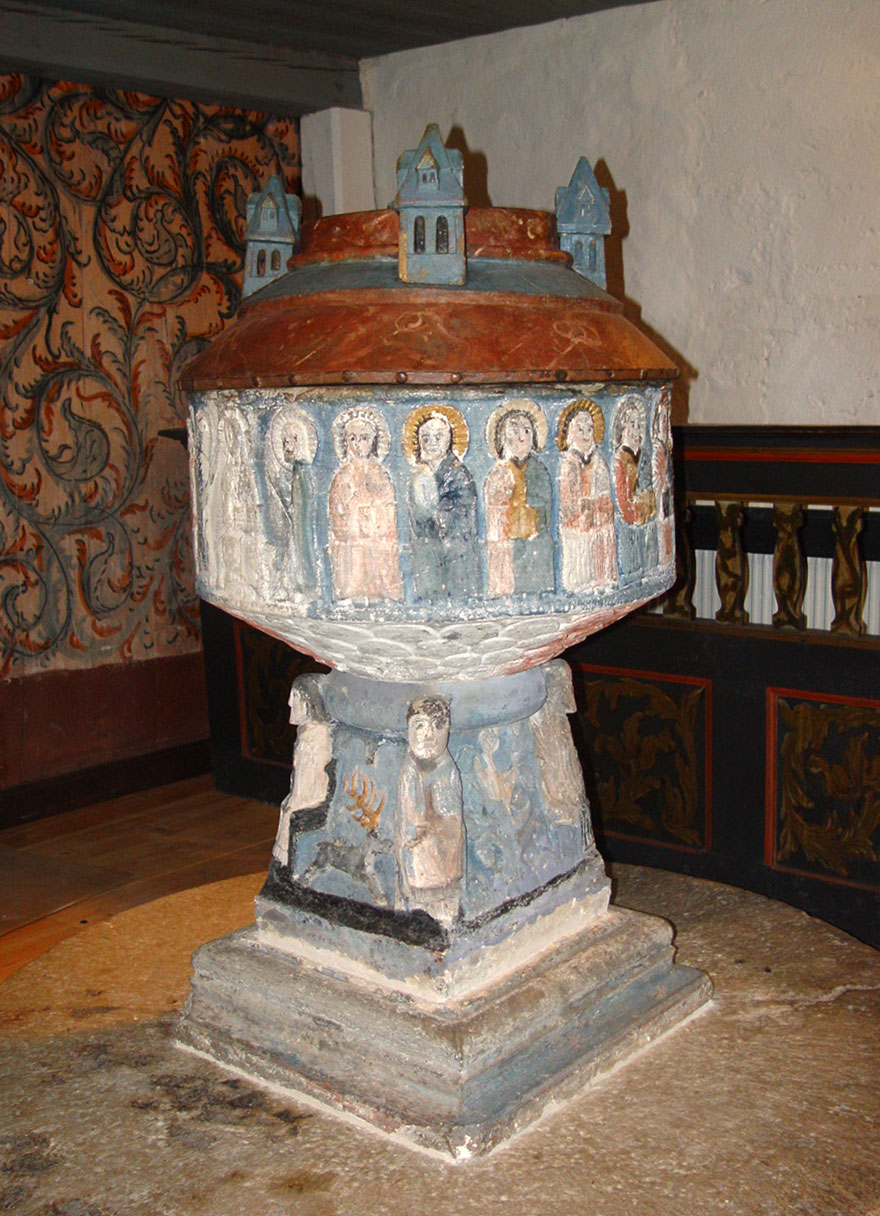
Bro kyrka, Gotland

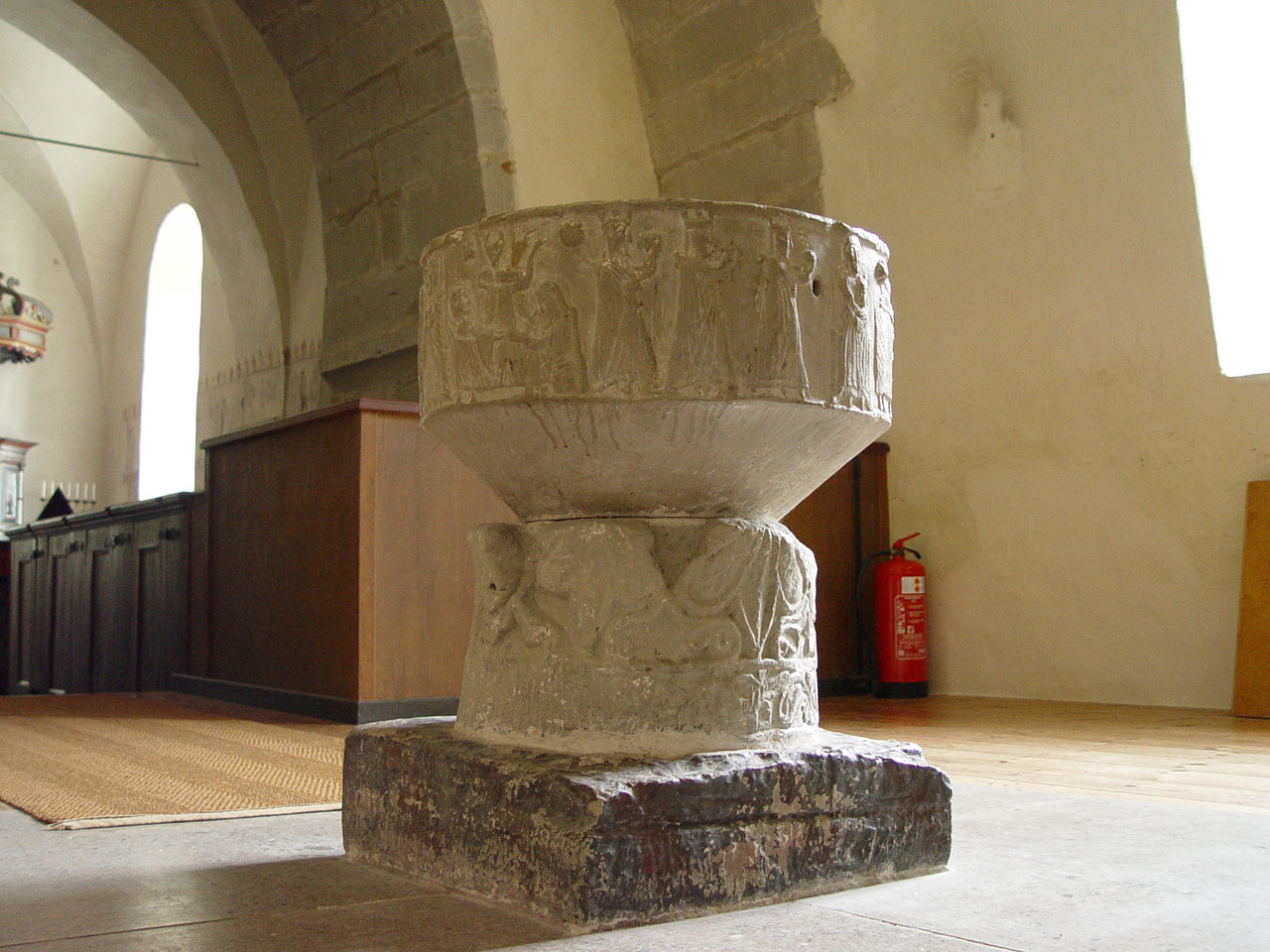
Eke kyrka, Gotland

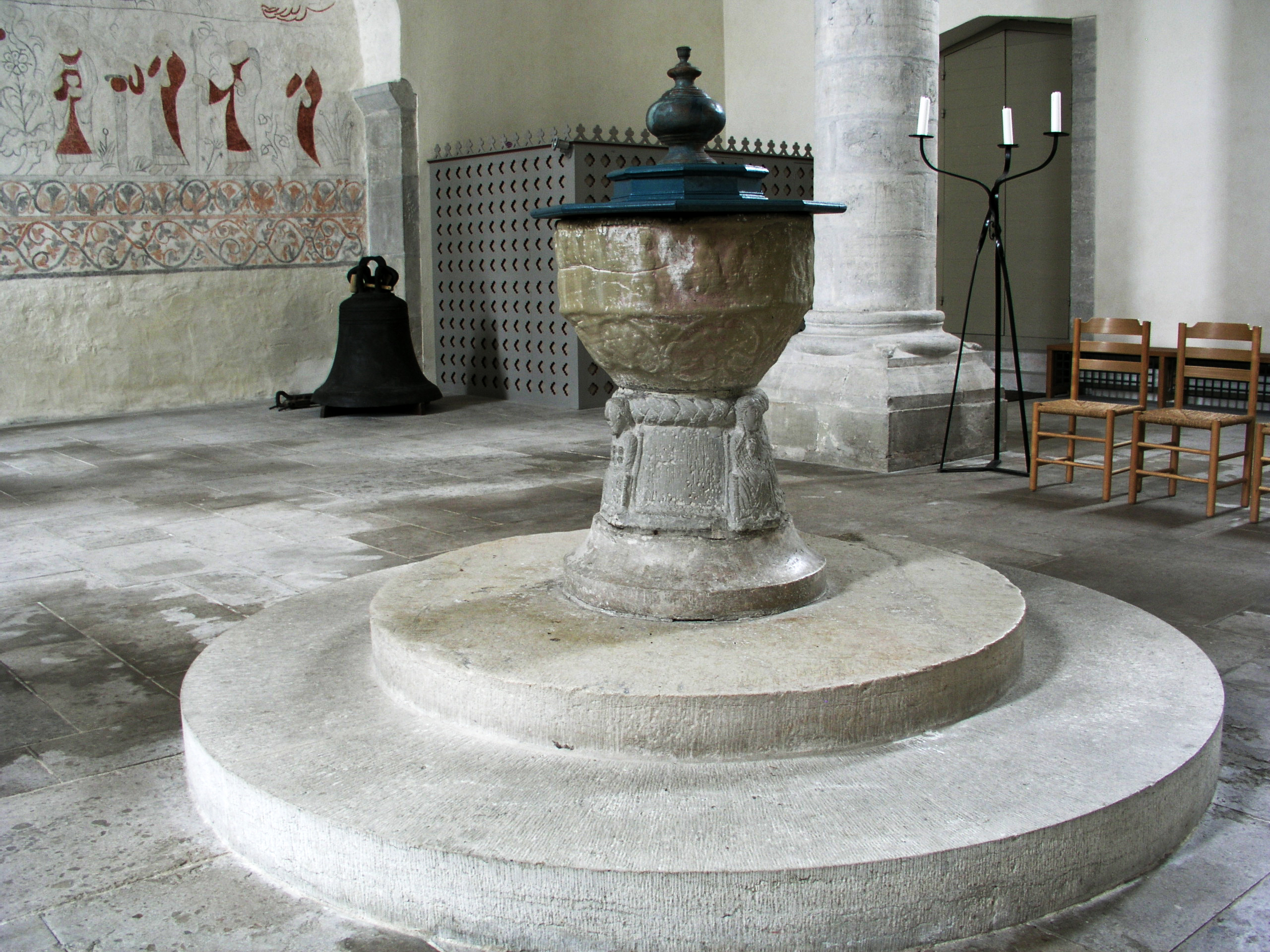
Lau kyrka, Gotland

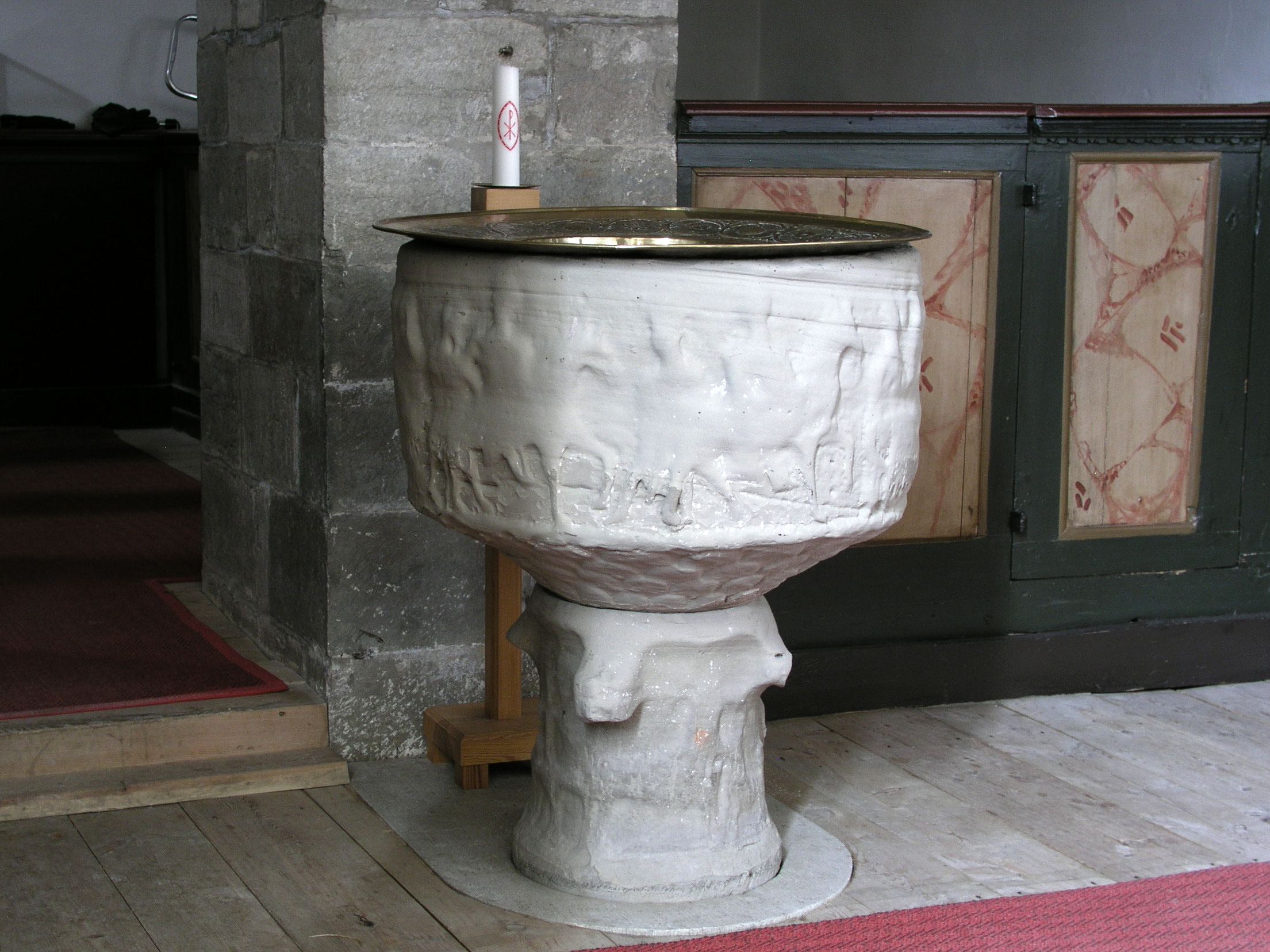
Othems kyrka, Gotland

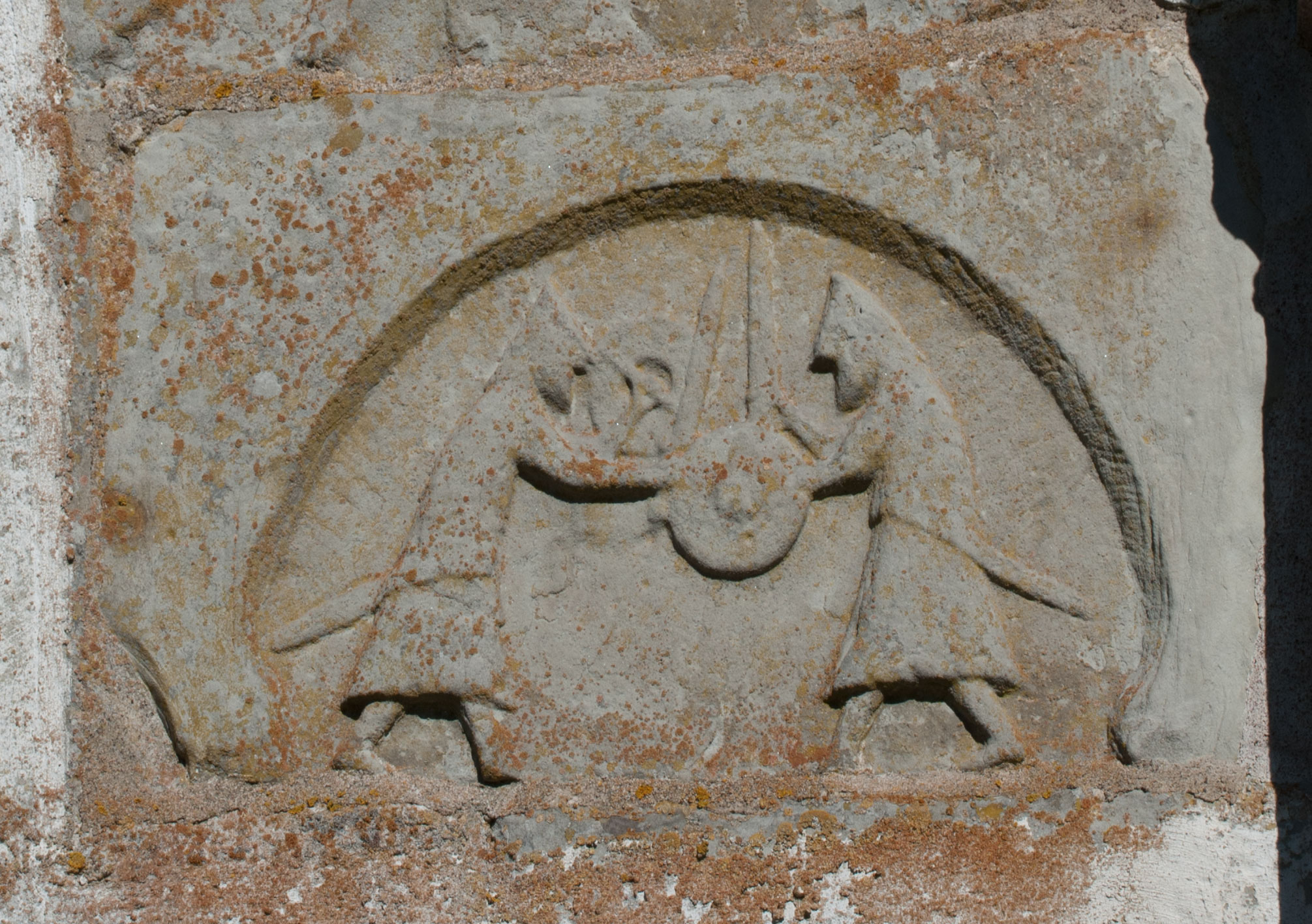
Huggen relief invid Grötligbo kyrkas portal. Daterad till slutet av 1100-talet. Tillskriven Sighraf.

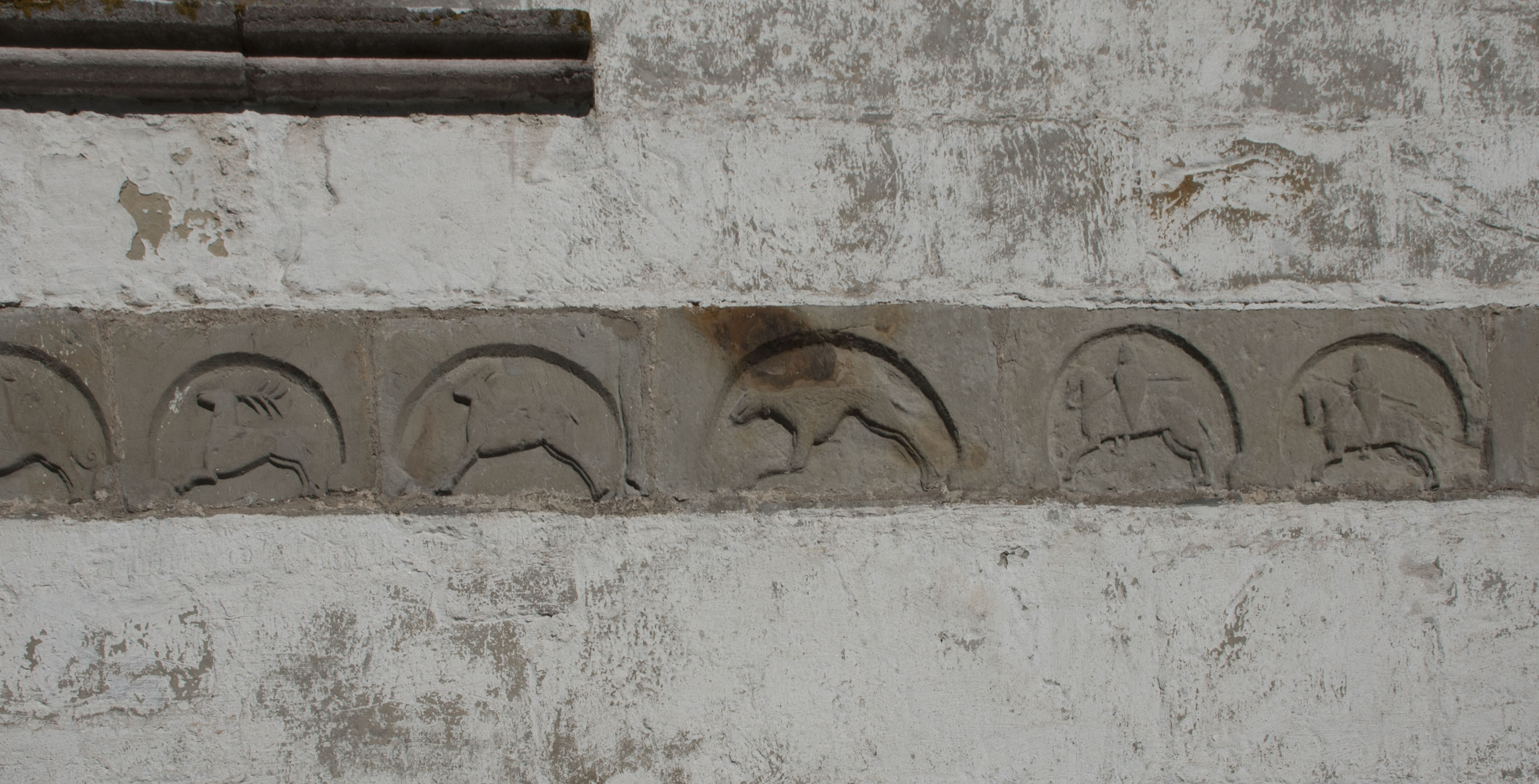
Del av fris längs långhuset på Grötlingbo kyrka. Daterad till slutet av 1100-talet. Tillskriven Sighraf.

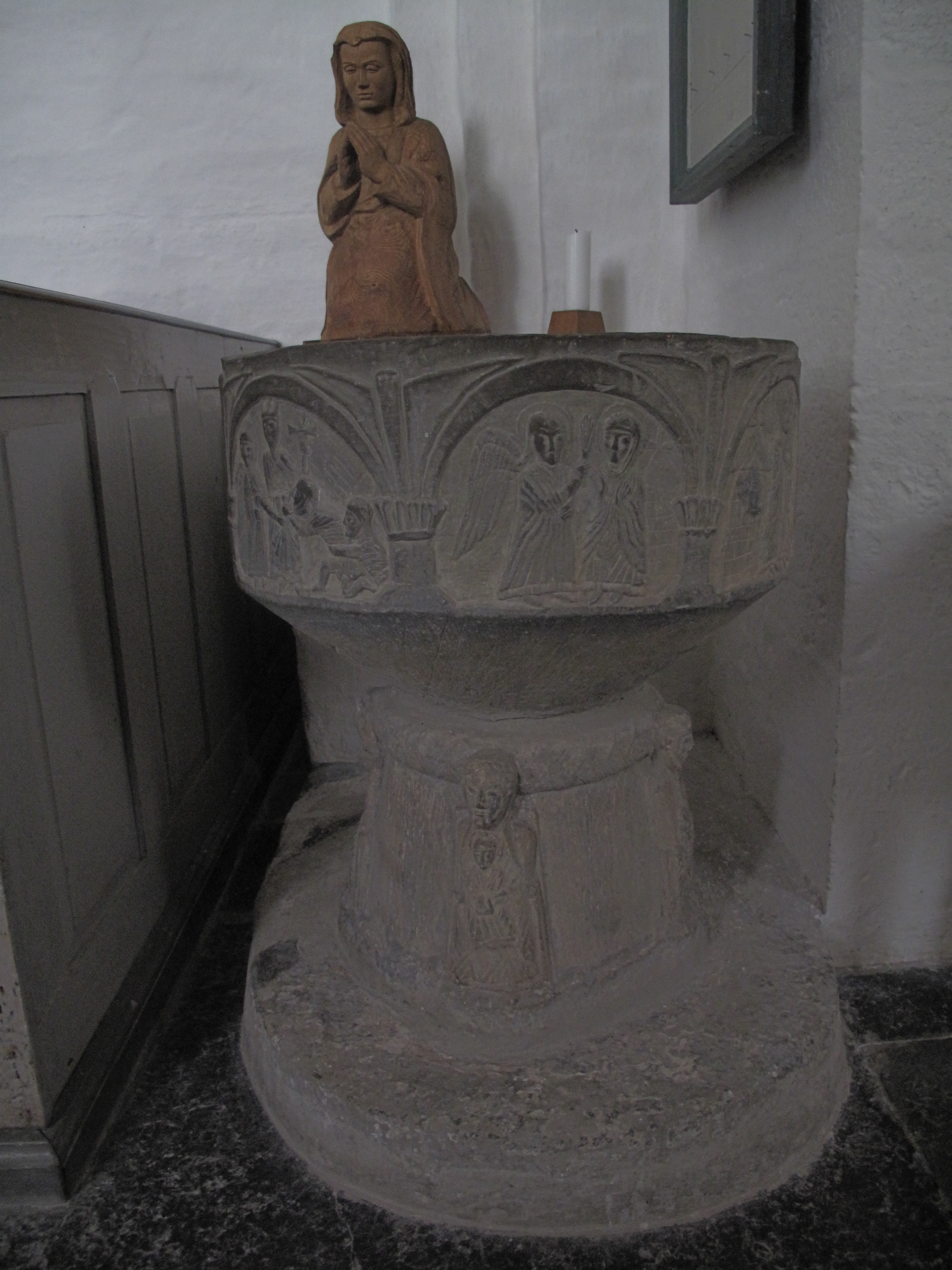
Hannas kyrka, Skåne

Sighraf, eller Sighrafr, var en gotländsk stenmästare och runristare verksam vid slutet av 1100-talet och början av 1200-talet. 
Sighrafs stil är romansk med nordiska element i sling- och djurornamentiken. Han är upphovsman till flera dopfuntar, bland annat i Grötlingbo kyrka och Åkirkeby.

## Konstnärskap
Vi känner Sighraf vid namn, tack vare att han huggit in sin autograf på dopfunten i Å kyrka i Åkirkeby på Bornholm. Med runor står det: "Sighraf mästare". Det är den enda dopfunten som bär hans namn men genom jämförelser har man kunnat tillskriva honom även andra dopfuntar. 
Mästaren utförde även andra stenarbeten, såsom pelare, relikkistor och reliefer. Mästarens namn uppträder också på en arkadpelare och i vissa arkadbågar kan man läsa bibeltexter, vilka alla är avfattade på forngutniska. Den använda sandstenen är från Gotland.

## Dopfuntar

### Funtgrupp I
Dopfuntar vilkas cuppa har arkader och korta figurer:
- Å kyrka, Bornholm: Funt av Sighraf.
- Hannas kyrka, Skåne: Rikt skulpterad funt tillskriven Sighraf.
- Högs kyrka, Hälsingland: Skulpterad funt från 1100-talets slut tillskriven Sighraf.
- Silte kyrka, Gotland: Vittrad funt tillskriven Sighraf; ca 1200.

### Funtgrupp II
Dopfuntar vilkas cuppa saknar arkader och har fortlöpande korta figurer:
- Bro kyrka, Gotland: Funt från ca 1200 tillskriven Sighraf.
- Eke kyrka, Gotland: Funt från 1100-talets senare del, tillskriven Sighraf.
- Grötlingbo kyrka, Gotland: Skulpterad funt från ca 1200, tillskriven Sighraf.
- Hammenhögs kyrka, Skåne: Funt från 1100-talet, tillskriven Sighraf.
- Lau kyrka, Gotland: Funt från omkring 1200 tillskriven Sighraf.
- Othems kyrka, Gotland: Vittrad funt från ca 1200, möjligen av Sighraf.

### Funtgrupp III
Dopfuntar vilkas cuppa har fortlöpande långa figurer:
- Brunflo kyrka, Jämtland: Funt tillskriven Sighraf.
- Mo kyrka, Hälsingland: Funt från ca 1200 tillskriven Sighraf.
- Skogstibble kyrka, Uppland: Skulpterad funt från ca 1200 tillskriven Sighraf.
- Tingstads kyrka, Östergötland: Funt tillskriven Sighraf.
- Torps kyrka, Medelpad: Funt tillskriven Sighraf.
- Vagnhärads kyrka, Södermanland: Funt tillskriven Sighraf.

### Ogrupperade funtar
Dopfuntar av okänd typ:
- Brunflo kyrka, Jämtland: Funt gjord ca 1200 av Sighraf.
- Hannas kyrka, Skåne: Funt från 1100-talets senare del, tillskriven Sighraf.
- Hossmo kyrka, Småland: Funt, kanske av Sighraf.
- Hulterstads kyrka, Öland: Funt, kanske av Sighraf.
- Lillkyrka kyrka, Östergötland: Fragmentarisk funt från ca 1200 tillskriven Sighraf.
- Locknevi kyrka, Småland: Funt från ca 1200 tillskriven Sighraf.
- Knivsta gamla kyrka, Uppland: Funt från ca 1200 tillskriven Sighraf.

## Signerade runristningar
- G 46 gravhäll i Eke kyrka, signerad  ---ai(f)(r) ...- (l)i(t) : gia(r)[a] : sain : eftiʀ : kun[u : s]in[a : e]striþi : ok · [m]... — ...aifr... (Sigraifr, Auþraifr e. dyl.) troligtvis stenmästaren själv, Sigraiv, låtit göra denna gravsten till minne av sin hustru Estrid. Namnet Estriþ är inte känt från någon annan gotländsk inskrift, däremot är det belagt i uppländska inskrifter Ög 224, Öl 19, U 101, U 143, U 310, U 329, U 478.
- G 69, gravhäll med runor, signerad sihraifr : giarþi : .
- DR 373 dopfunten i Åkirkeby, Bornholm, signerat av Sigraiv ¶ sihræf(ʀ) : (m)e--e-(i) : (Sigrafʀ me[st]e[r]i.) och ristat med långa runinskriften.

## Andra stenarbeten
- Grötlingbo kyrka, Gotland: Reliefer tillskrivna Sighraf.
- Lye kyrka, Gotland: Relikkista av sandsten från 1100-talet med reliefer av stenmästaren Sighraf.
- Väte kyrka, Gotland: Reliefer av Sighraf och Byzantios.

## Se även

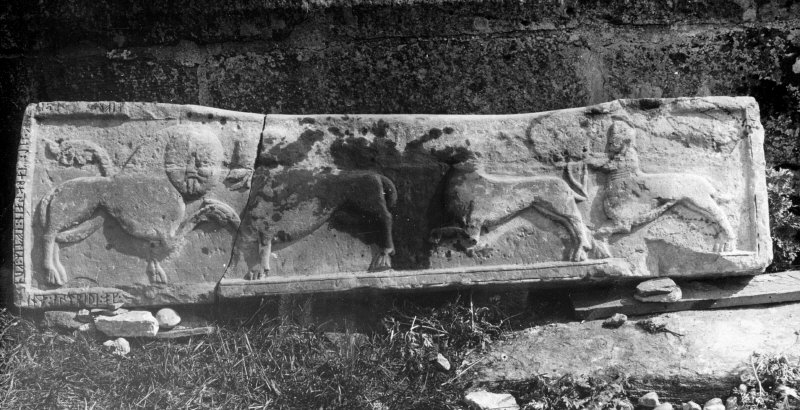
G 46 i Eke kyrka, tidigt arbete av Sighraf, som liknar dopfunten från Hög i Hälsingland.